# Lélo
Leândro de Lira Ferro, znany pod przydomkiem Lélo (ur. 18 marca 1982 w São Paulo) – brazylijski piłkarz, występujący na pozycji napastnika.

## Życiorys
Lélo jest wychowankiem słynnego brazylijskiego klubu – São Paulo FC. Nie zagrał tam jednak w żadnym meczu. Następnie występował w takich klubach, jak Capivariano FC, Ituano Itu, Sertãozinho FC i ponownie Ituano.
Przed sezonem 2003/04 podpisał kontrakt z Widzewem Łódź, a jego certyfikat dotarł tuż przed pierwszym meczem Widzewa w nowych rozgrywkach – ze Świtem Nowy Dwór (2:2). W barwach łódzkiego zespołu Lélo zagrał w 19 meczach i strzelił 2 bramki w meczach z Wisłą Kraków – 1:3, 1:3. Gol w pierwszym meczu był jednocześnie 1200. bramką Widzewa w Ekstraklasie.
Po rozwiązaniu kontraktu z Widzewem Lélo powrócił do Brazylii, do Sertãozinho FC. Później grał jeszcze w Oeste FC i Clube Atlético Taquaritinga.
Przed sezonem 2008/09 przeniósł się do portugalskiego CS Marítimo, gdzie zagrał w 3 meczach. Rok później przeniósł się do zespołu Varzim.

## Kariera piłkarska
| Sezon   | Klub                        | Kraj       | Liga                          | Mecze | Bramki |
| ------- | --------------------------- | ---------- | ----------------------------- | ----- | ------ |
| 2003/04 | Widzew Łódź                 | Polska     | I liga                        | 19    | 2      |
| 2005    | Sertãozinho FC              | Brazylia   |                               | -     | -      |
| 2006    | Sertãozinho FC              | Brazylia   |                               | -     | -      |
| 2007    | Oeste FC                    | Brazylia   | Campeonato Paulista, Serie A2 | -     | -      |
| 2008    | Clube Atlético Taquaritinga | Brazylia   | Campeonato Paulista, Serie A2 | -     | -      |
| 2008/09 | CS Marítimo                 | Portugalia | BwinLiga                      | 3     | 0      |
| 2009/10 | Varzim S.C.                 | Portugalia | Liga de Honra                 | 24    | 2      |